# Кръстю Тачев
Кръстю (Кръстьо) Наков Тачев е български общественик, деец на Македонската емиграция в България.

## Биография
Кръстю Тачев е роден в костурското село Въмбел, тогава в Османската империя. Установява се във Варна, където се включва в дейността на местното дружество към Съюза на македонските емигрантски организации. През 1925 година влиза в строителния комитет за построяване на Македонския културен дом в града.
През март 1929 година след Седмия конгрес на Съюза на македонските емигрантски организации като представител на Варненското братство подписва брошурата „Едно необходимо осветление“.
На Десетия конгрес на Илинденската организация от 1937 година е избран за секретар в постоянното бюро на конгреса.
В края на 1945 година е избран за касиер на Македонското братство „Яне Сандански“ във Варна.
Негов внук е актьорът Стоян Алексиев.